# Grote Prijs Raf Jonckheere 2018
De 68e editie van de Belgische wielerwedstrijd Grote Prijs Raf Jonckheere werd verreden op 23 juli 2018. De start en finish vonden plaats in Westrozebeke. De winnaar was Jelle Wallays, gevolgd door Jordi Warlop en Ylber Sefa.

## Uitslag
| Grote Prijs Raf Jonckheere 2018 |                   |                                  |            |
| Plaats                          | Naam              | Ploeg                            | Tijd       |
| Winnaar                         | Jelle Wallays     | Lotto-Soudal                     | 3u 34' 24" |
| 2                               | Jordi Warlop      | Sport Vlaanderen-Baloise         | 2"         |
| 3                               | Ylber Sefa        | Tarteletto-Isorex                | 8"         |
| 4                               | Edward Planckaert | Sport Vlaanderen-Baloise         | 24"        |
| 5                               | Jonas Goeman      | Tarteletto-Isorex                | z.t.       |
| 6                               | Matthew Teggart   | Team Wiggins                     | z.t.       |
| 7                               | Benjamin Declercq | Sport Vlaanderen-Baloise         | z.t.       |
| 8                               | Kirill Pozdnyakov | Synergy Baku Cycling Project     | z.t.       |
| 9                               | Jonas Abrahamsen  | Uno-X Norwegian Development Team | z.t.       |
| 10                              | Thomas Joseph     | Marlux-Bingoal                   | z.t.       |

1951 · 1952 · 1953 · 1954 · 1955 · 1956 · 1957 · 1958 · 1959 · 1960 · 1961 · 1962 · 1963 · 1964 · 1965 · 1966 · 1967 · 1968 · 1969 · 1970 · 1971 · 1972 · 1973 · 1974 · 1975 · 1976 · 1977 · 1978 · 1979 · 1980 · 1981 · 1982 · 1983 · 1984 · 1985 · 1986 · 1987 · 1988 · 1989 · 1990 · 1991 · 1992 · 1993 · 1994 · 1995 · 1996 · 1997 · 1998 · 1999 · 2000 · 2001 · 2002 · 2003 · 2004 · 2005 · 2006 · 2007 · 2008 · 2009 · 2010 · 2011 · 2012 · 2013 · 2014 · 2015 · 2016 · 2017 · 2018 · 2019 · 2020 · 2021 · 2022